# 埃克托尔·勒菲埃尔

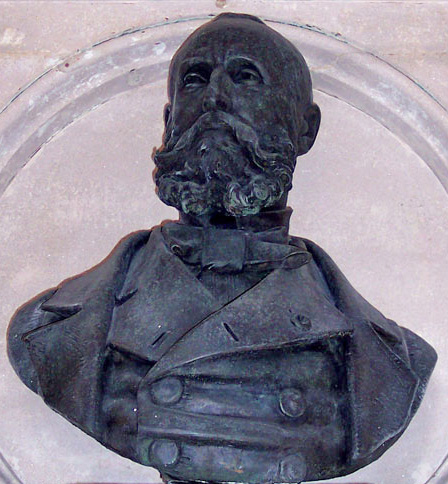
埃克托尔·勒菲埃尔

埃克托尔-马丁·勒菲埃尔（法語：Hector-Martin Lefuel，發音：[ɛktɔʁ maʁtɛ̃ ləfɥɛl]；1810年11月14日—1880年12月31日；又译“赫克托尔”）是一位法国建筑师，以其卢浮宫扩建、重建工程闻名。

## 生平
他出生于凡尔赛，是商人亚历山大·亨利·勒菲埃尔（Alexandre Henry Lefuel，1782年至1850年）的儿子。1829年，他考入法國美術學院，期间父亲去世，他接管了家里的建筑生意。
他于1839年荣获罗马大奖，随后在1840年至1844年期间，与埃内斯特·埃贝尔和夏尔·古诺一起在罗马美第奇别墅的法国罗马学院进修。返回法国后，他开设了自己的事务所。
他先后设计了莫頓城堡、塞夫尔国家制造厂，也是枫丹白露宫的首席建筑师。1853年，在原先的建筑师突然去世后，他受命完成新卢浮宫。之后，拿破仑三世随后又委托他重建卢浮宫的一些建筑。他的卢浮宫是第二帝国建筑风格的典范。
1855年，他被选入法兰西艺术院，1854年获荣誉军团骑士勋章，1857年获司令勋章。
他在巴黎去世，葬于帕西公墓。